# Élections législatives de 1956 en Lozère
Les élections législatives de 1956 en Lozère sont des élections françaises qui ont eu lieu le 2 janvier 1956 dans le département du Lozère dans le cadre des élections législatives françaises de 1956, sous la IVe République.
Ce sont les dernières élections législatives de la Quatrième république, après les élections de novembre 1946 et de juin 1951.

## Mode de scrutin
L'Assemblée nationale est composée de 626 sièges pourvus au scrutin proportionnel plurinominal suivant la règle de la plus forte moyenne dans le cadre départemental, sans panachage.
Le vote préférentiel est admis, en inscrivant un numéro d'ordre en face du nom d'un, de plusieurs ou de tous les candidats de la liste. Mais l'ordre ne pourra être modifié que si au moins la moitié des suffrages portés sur la liste est numéroté. Dans les faits les modifications ne dépasseront jamais les 7%.
La loi électorale du 7 mai 1951, dite loi des apparentements, reste en vigueur. Elle permet à la base une répartition des sièges à la représentation proportionnelle dans le département, mais si des listes « apparentées » avant le déroulement du scrutin obtiennent ensemble une majorité absolue de suffrages exprimés, elles reçoivent directement tous les sièges à pourvoir.
Dans le département de la Lozère, deux députés sont à élire.

## Élus
| Député sortant      | Parti | Parti | Député élu ou réélu       | Parti | Parti |
| ------------------- | ----- | ----- | ------------------------- | ----- | ----- |
| Gilbert de Chambrun |       | UP    | Félix Viallet             |       | RS    |
| Jean Mazel          |       | CNIP  | Henri Trémolet de Villers |       | CNIP  |

## Résultats

### Résultats à l'échelle du département
- Une liste de soutien au Front Républicain est concrétisé entre les partis SFIO, Rad-soc et UDSR.
- Un autre est conclu en soutien à la majorité sortante, entre les listes Rép. soc, CNIP (1), MRP, CNIP (2) et RGR.
- Le troisième regroupe les trois listes poujadistes.

Les listes barrées se sont retirées avant le jour du vote, mais reste inscrite pour la préfecture.
| Parti    | Parti           | Tête de liste             | Résultats | Résultats | Appar. | Appar. | Sièges |
| Parti    | Parti           | Tête de liste             | Voix      | %         | Voix   | %      | Nb.    |
| -------- | --------------- | ------------------------- | --------- | --------- | ------ | ------ | ------ |
|          | Rép. soc        | Félix Viallet             | 23 227    | 51,84     | 9 291  | 20,74  | 1 1    |
|          | CNIP            | Henri Trémolet de Villers | 23 227    | 51,84     | 6 239  | 13,93  | 1      |
|          | MRP             | Ernest de Framond         | 23 227    | 51,84     | 4 996  | 11,15  | -      |
|          | CNIP            | Charles Morel             | 23 227    | 51,84     | 2 395  | 5,34   | -      |
|          | RGR             | René Guillen              | 23 227    | 51,84     | 307    | 0,69   | -      |
|          | UP-PCF          | Gilbert de Chambrun       | 14 719    | 32,85     | -      | -      | - 1    |
|          | UFF             | René Favy                 | 4 500     | 10,04     | 2 073  | 4,63   | -      |
|          | Déf. int agri   | Henri Cebelieu            | 4 500     | 10,04     | 1 966  | 4,39   | -      |
|          | Act° civ.       | Henri Valy                | 4 500     | 10,04     | 461    | 1,03   | -      |
|          | SFIO            | Henri Dolladille          | 2 291     | 5,11      | -      | -      | -      |
|          | G. ind-JR-PRRES | Henri Appy                | 0         | 0,00      | -      | -      | -      |
|          | CNIG            | Adrien Angles             | 0         | 0,00      | -      | -      | -      |
|          | RGRIF           | Raymond Collet            | 0         | 0,00      | -      | -      | -      |
|          | Réf. État       | Jean Robert               | 0         | 0,00      | -      | -      | -      |
|          |                 |                           |           |           |        |        |        |
| Inscrits | Inscrits        | Inscrits                  | 57 048    | 100,00    |        |        | 2      |
| Votants  | Votants         | Votants                   | 45 573    | 79,89     |        |        |        |
| Exprimés | Exprimés        | Exprimés                  | 44 803    | 98,31     |        |        |        |

- L'apparentement de droite dépasse la majorité absolue des suffrages et remporte donc tous les sièges en jeu. Les sièges sont répartis à la proportionnelle entre les listes apparentées.